# Liste der Kulturdenkmale in Großolbersdorf

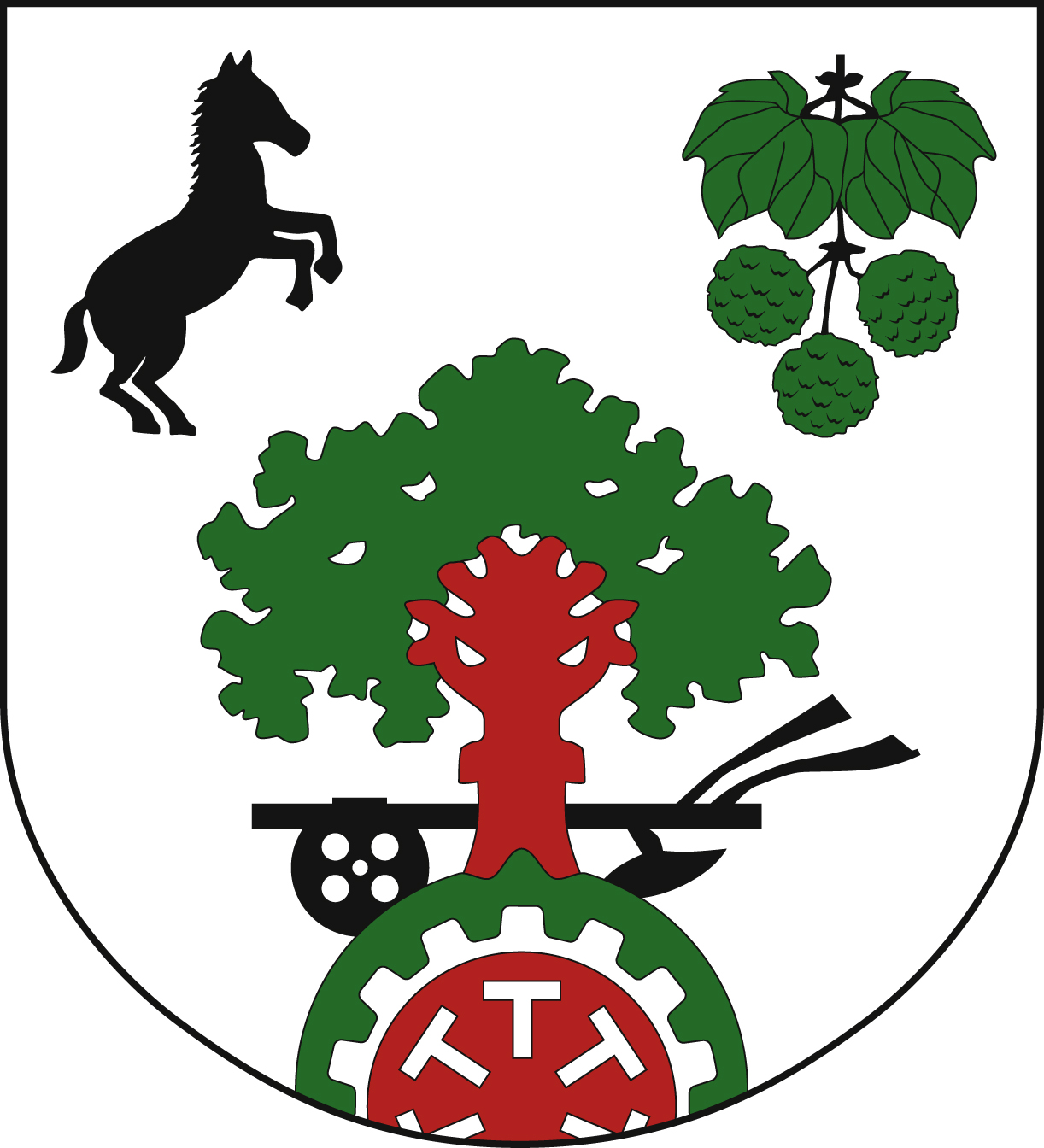
Wappen von Großolbersdorf

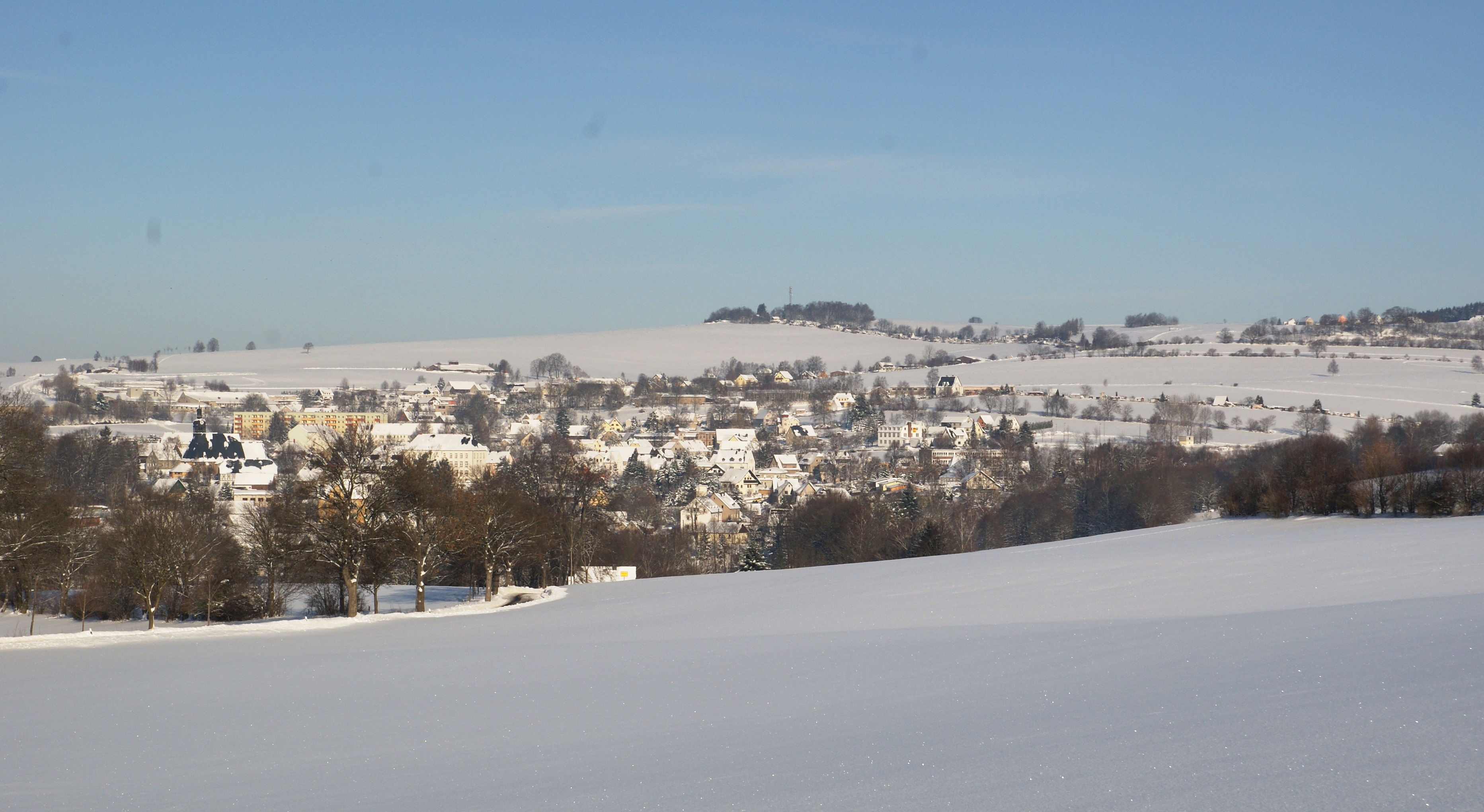
Großolbersdorf im Winter

Die Liste der Kulturdenkmale in Großolbersdorf enthält die Kulturdenkmale in Großolbersdorf.
Diese Liste ist eine Teilliste der Liste der Kulturdenkmale in Sachsen.

## Legende
- Bild: Bild des Kulturdenkmals, ggf. zusätzlich mit einem Link zu weiteren Fotos des Kulturdenkmals im Medienarchiv Wikimedia Commons. Wenn man auf das Kamerasymbol klickt, können Fotos zu Kulturdenkmalen aus dieser Liste hochgeladen werden:
- Bezeichnung: Denkmalgeschützte Objekte und ggf. Bauwerksname des Kulturdenkmals
- Lage: Straßenname und Hausnummer oder Flurstücknummer des Kulturdenkmals. Die Grundsortierung der Liste erfolgt nach dieser Adresse. Der Link (Karte) führt zu verschiedenen Kartendiensten mit der Position des Kulturdenkmals. Fehlt dieser Link, wurden die Koordinaten noch nicht eingetragen. Sind diese bekannt, können sie über ein Tool mit einer Kartenansicht einfach nachgetragen werden. In dieser Kartenansicht sind Kulturdenkmale ohne Koordinaten mit einem roten bzw. orangen Marker dargestellt und können durch Verschieben auf die richtige Position in der Karte mit Koordinaten versehen werden. Kulturdenkmale ohne Bild sind an einem blauen bzw. roten Marker erkennbar.
- Datierung: Baubeginn, Fertigstellung, Datum der Erstnennung oder grobe zeitliche Einordnung entsprechend des Eintrags in der sächsischen Denkmaldatenbank
- Beschreibung: Kurzcharakteristik des Kulturdenkmals entsprechend des Eintrags in der sächsischen Denkmaldatenbank, ggf. ergänzt durch die dort nur selten veröffentlichten Erfassungstexte oder zusätzliche Informationen
- ID: Vom Landesamt für Denkmalpflege Sachsen vergebene, das Kulturdenkmal eindeutig identifizierende Objekt-Nummer. Der Link führt zum PDF-Denkmaldokument des Landesamtes für Denkmalpflege Sachsen. Bei ehemaligen Kulturdenkmalen können die Objektnummern unbekannt sein und deshalb fehlen bzw. die Links von aus der Datenbank entfernten Objektnummern ins Leere führen. Ein ggf. vorhandenes Icon  führt zu den Angaben des Kulturdenkmals bei Wikidata.

## Großolbersdorf
| Bild                                    | Bezeichnung | Lage                             | Datierung                            | Beschreibung | ID       |
| --------------------------------------- | --- | -------------------------------- | ------------------------------------ | --- | -------- |
| Weitere Bilder                          | Rathaus Großolbersdorf | Am Rathaus 8 (Karte)             | 1924                                 | Gemeindeamtsgebäude, repräsentativer Putzbau, noch im Reform- und Heimatstil der Zeit um 1910, baugeschichtlich und ortsgeschichtlich von Bedeutung Guter Originalbestand, mit halbrundem Mittelbalkon auf Säulen. | 09236695 |
| Weitere Bilder                          | Gasthaus „Zur Linde“ | An der Kirche 2 (Karte)          | bez. 1819                            | mit Fachwerk-Obergeschoss, einst Bäckerei und Brennerei, ortsgeschichtlich und baugeschichtlich von Bedeutung Fachwerk Obergeschoss, Krüppelwalmdach, entsprechende Dachaufbauten, Erdgeschoss massiv, traufseitiger Anbau, Dachhäuschen am Ostgiebel, seit 1799 Bäckerei und Brennerei – Besitzer damals Erbpachtmüller Carl Gotthard Lohwinkler aus Scharfenstein | 09236697 |
| Weitere Bilder                          | Kirche (mit Ausstattung), Kirchhof mit Kirchhofsmauer, Grabstein Fam. Mey                                                                             | An der Kirche 4 (Karte)          | um 1400, später erweitert            | im Kern gotische Saalkirche mit polygonalem Chor, barock überformt, markanter Dachreiter als Kirchturm, ortsgeschichtlich und baugeschichtlich von Bedeutung Als Kapelle um 1400 errichtet, jetziger Altarraum aus dieser Bauphase, unter General Königsmark zerstörten Schweden Rest der Kirche 1643, allmählich schmucklos erneuert, 1707 wurde Kirche um Hälfte erweitert, 1834 Turmbau, Sterngewölbe im Chor, einschiffige Kirche, dreiseitig geschlossen, Emporeneinbauten an Längsseite, Altar: Kreuzigungsgruppe mit flankiertem Mittelrelief, Stifterfiguren v. Einsiedel, Walmdach mit aufgesetztem Turm, Grabstein auf dem Kirchhof: stark verwittert | 09236698 |
|                                         | Kriegerdenkmal für die Gefallenen des Ersten Weltkrieges und Reste des Kriegerdenkmals für die Gefallenen des Deutsch-Französischen Krieges 1870/1871 | An der Kirche 4 (Karte)          | 1922                                 | Ortsgeschichtlich von Bedeutung | 09307428 |
| Direkt Bild zu diesem Denkmal hochladen | Ehemalige Kirchschule | An der Kirche 6 (Karte)          | im Kern 1579                         | Obergeschoss Fachwerk, bis 1889 Schule, später Bäckerei und Wohnhaus, ortsgeschichtlich und baugeschichtlich von Bedeutung 1844 erweitert, aus dieser Zeit klassizistischer Türstock aus Porphyrtuff, ehemalige Knabenschule, ab 1889 Bäckerei, Bausubstanz äußerlich von 1844, originale Tür- und Fenstergewände, massiver Giebel und eine Traufseite, Krüppelwalmdach. Das Gebäude ist wohl 1844 erweitert worden (östliche Giebelseite). Der Dachstuhl (doppelt stehend, teilweise später mit zentralen Stützen ergänzt) und die starken Grundmauern weisen auf den Kern des Hauses aus dem 16. Jh. hin. | 09236699 |
| Direkt Bild zu diesem Denkmal hochladen | Ehemalige Fabrikantenvilla, Toreinfahrt und Villengarten (Gartendenkmal)                                                                              | Grünauer Straße 14 (Karte)       | 1905                                 | repräsentative Putzfassade mit Zierfachwerk, Eckturm, guter Originalzustand, im Stil der Neorenaissance mit Jugendstildekoration, Toreinfahrt mit zwei Torpfeilern und Ziergitter, Gartenanlage mit Wegesystem, Wasserbassin und raumbildender Bepflanzung, erbaut für die Fabrikantenfamilie Heymann, ortsgeschichtlich, baugeschichtliche und gartenkünstlerische Bedeutung Villa: Guter Originalzustand innen und außen, Bleiglasfenster, Haustür und Fenster, Treppengeländer, Gitter, Putzfassade mit Zierfachwerk, Betonfenstergewände mit ornamentalem Schmuck, Garten: siehe gartendenkmalpflegerische Bestandserfassung: südlich der Villa vorgelagert, gut erhalten, geschwungenes Wegesystem, mit Tuffsteinen eingefasstes Wasserbassin mit Fontaine und kleinem, über drei aus Tuffstein gebildeten Stufen laufenden Wasserfall, struktur- und raumbildender Gehölzbestand (Rhododendron, Flieder, Kastanie, Ahorn, Linde sowie Douglasie und Weymuthskiefer) | 09236701 |
| Direkt Bild zu diesem Denkmal hochladen | Wohnstallhaus, Scheune und Seitengebäude eines Bauernhofes                                                                                            | Grünauer Straße 32 (Karte)       | 1769                                 | Wohnstallhaus Obergeschoss strebenreiches Fachwerk, Scheune verbrettert, baugeschichtlich von Bedeutung Fachwerk Obergeschoss, Erdgeschoss massiv, Satteldach, beide Giebel mit Holz beschlagen | 09236703 |
| Direkt Bild zu diesem Denkmal hochladen | Bergwerkstollen und Mundloch | Grünauer Straße 59 (bei) (Karte) | 1558–1636                            | ortshistorisch und bergbaugeschichtlich von Bedeutung | 09236679 |
| Direkt Bild zu diesem Denkmal hochladen | Wohnhaus eines Mühlenanwesens | Grünauer Straße 71 (Karte)       | um 1800                              | Obergeschoss Fachwerk, zum Teil verputzt, ehemalige Mahlmühle, ortsgeschichtlich von Bedeutung Fachwerk Obergeschoss, Erdgeschoss massiv, Backofen, ein Giebel massiv, Krüppelwalmdach, originales Türgewände und originale Haustür, Schiebefenster | 09236704 |
| Direkt Bild zu diesem Denkmal hochladen | Wohnhaus, mit Einfriedung | Grünauer Straße 73 (Karte)       | um 1900                              | Historisierender Putzbau, mit Schwebegiebeln, baugeschichtlich von Bedeutung. Schwebegiebel, Fenstergewände, Putzfassade mit Lisenen, Putzquaderung im Erdgeschoss, originale Haustür, Fenster werden zurzeit ausgewechselt, Holzvorhäuschen mit Fenster-Glasätzungen | 09236705 |
| Direkt Bild zu diesem Denkmal hochladen | Wohnhaus, ehemalige Schule | Hauptstraße 9 (Karte)            | bezeichnet 1825                      | Obergeschoss Fachwerk, ehemalige Mädchenschule von 1825–1888, ortsgeschichtlich von Bedeutung. 1825–1888 Schule, dann Wohnhaus, massiver Giebel, Fachwerk Obergeschoss, originale Tür- und Fenstergewände, datiert am Fenstergewände, schöne Haustür | 09236706 |
| Direkt Bild zu diesem Denkmal hochladen | Wohnhaus | Hauptstraße 38 (Karte)           | um 1830                              | Obergeschoss Fachwerk, baugeschichtlich von Bedeutung. Mit originalen Fenster- und Türgewänden, Fachwerk Obergeschoss, beide Giebel zum Teil massiv, Giebeldreiecke Fachwerk verschiefert, Satteldach | 09236707 |
| Direkt Bild zu diesem Denkmal hochladen | Wohnhaus | Hauptstraße 130 (Karte)          | um 1800                              | Obergeschoss Fachwerk, zum Teil verschiefert, baugeschichtlich von Bedeutung. Fachwerk Obergeschoss, Erdgeschoss massiv, Fenster straßenseitig zugesetzt, originales Türgewände, Satteldach | 09236708 |
| Direkt Bild zu diesem Denkmal hochladen | Wohnhaus | Hauptstraße 151 (Karte)          | im Kern wohl 1756                    | Obergeschoss Fachwerk, zum Teil verschiefert, baugeschichtlich von Bedeutung. Fachwerk Obergeschoss, Erdgeschoss massiv, Satteldach, originales Türgewände | 09236709 |
|                                         | Grabstätte des Karl Stülpner und OdF-Gedenkstein auf dem Friedhof                                                                                     | Heinzebankstraße 2 (Karte)       | nach 1841 (Grabstätte Karl Stülpner) | Geschichtlich von Bedeutung. Karl Stülpner: verstorben 1841, OdF-Gedenkstein für zwei von der SS 1945 ermordete KZ-Häftlinge, Friedhofskapelle 1906 eingeweiht | 09236700 |
| Direkt Bild zu diesem Denkmal hochladen | Wohnhaus | Scharfensteiner Straße 9 (Karte) | 1902                                 | Gründerzeitlicher Klinkerbau, gehörte zur ehemaligen Strumpffabrik Heymann, baugeschichtlich und ortsgeschichtlich von Bedeutung. Gelber Klinker, originale Haustür und Fenster, reiche Innenausstattung unter anderem Treppenhausbeleuchtung, Wohnungstüren, Bleiglasfenster mit Jugendstilornamentik, gehörte zur ehemaligen Strumpffabrik Heilmann | 09236710 |
|                                         | Wohnhaus, heute Museum | Schulstraße 16 (Karte)           | bezeichnet 1839, später überformt    | Obergeschoss zum Teil in Fachwerk, ehemaliges Handwerkerhaus (Sättler Karl-Haus), heute Dorfmuseum, ortsgeschichtlich von Bedeutung. Erdgeschoss datiert, Fachwerk Obergeschoss vermutlich zweite Hälfte 18. Jahrhundert, beide Giebel massiv | 09236711 |
| Direkt Bild zu diesem Denkmal hochladen | Innungslade im Museum | Schulstraße 16 (bei) (Karte)     | 1851 Innungs-Gründungsjahr           | Geschichtlich von Bedeutung. Lade aus Ulmenholz, mit Drechselarbeiten versehen, zwei Henkel zum Tragen, Deckel verziert mit Einlegearbeiten, drei Schlüssel, Schloss trägt Messingbeschläge, Schubkästen dienten zur Aufbewahrung von Papieren und Geldern, heute Rechnungen sowie Statuten der ehemaligen Begräbnisgesellschaft „Vereinigte Handwerker“ | 09235773 |
| Direkt Bild zu diesem Denkmal hochladen | Wohnhaus | Seilergasse 1 (Karte)            | bezeichnet 1903                      | Mit Ladeneinbau, gründerzeitliche Putzfassade mit Volutengiebel, im Stil des Historismus, baugeschichtlich von Bedeutung. Putzfassade mit Eckquaderung, Laden aus Entstehungszeit, Fenster teilweise original, Ziergiebel, volutenartig mit Muschelornament | 09236712 |
| Direkt Bild zu diesem Denkmal hochladen | Schnitzberg mit Szenen aus dem Leben von Karl Stülpner                                                                                                | Warmbadstraße 19 (bei) (Karte)   | 1936–1938                            | Aufgestellt seit 1957/58 im Schnitzerheim, kunsthandwerklich und ortsgeschichtlich von Bedeutung. 100 geschnitzte Figuren des Schnitz- und Krippenvereins, Idee und teilweise Figuren von Kurt Seidel. Landschaft um Scharfenstein und historische Bauten (heute nicht mehr erhalten), qualitätvolle Schnitzfiguren, handwerklich solide Arbeiten in traditioneller Formensprache, 13 m² Fläche, heimatgeschichtlicher Wert aufgrund der Dokumentation des Lebens von Karl Stülpner | 09236680 |

## Grünau
| Bild                                    | Bezeichnung                | Lage             | Datierung                                              | Beschreibung | ID       |
| --------------------------------------- | -------------------------- | ---------------- | ------------------------------------------------------ | --- | -------- |
| Direkt Bild zu diesem Denkmal hochladen | Herrenhaus eines Vorwerkes | Am Hof 2 (Karte) | 18. Jahrhundert, im Kern vermutlich älter (Herrenhaus) | Putzbau mit Mansarddach, Teil des ehemaligen Grünauer Hofes, Vorwerk von Schloss Scharfenstein, baugeschichtlicher Wert und ortshistorische Bedeutung Sechsachsiger Massivbau, zweigeschossig, ausgebautes Mansarddach, kleine Dachfenster | 09207050 |

## Hohndorf
| Bild           | Bezeichnung                                              | Lage                        | Datierung                     | Beschreibung | ID       |
| -------------- | -------------------------------------------------------- | --------------------------- | ----------------------------- | --- | -------- |
|                | Kriegerdenkmal für die Gefallenen des Ersten Weltkrieges | Dorfstraße 22 (bei) (Karte) | 1922                          | Ortshistorische Bedeutung. Kleiner Ehrenhain mit Kunststeinmonolith und schwarzer Marmortafel, im Sockel Eisernes Kreuz im Eichenkranz, oberer Abschluss mit Stahlhelm bekrönt | 09207055 |
|                | Mühlengebäude mit angebautem Seitengebäude               | Mühlweg 4 (Karte)           | 1812 erwähnt, wohl älter      | Malerisch im Tischautal gelegene Mühle, Obergeschoss Fachwerk, zeit- und landschaftstypischer Bau, ortshistorische Bedeutung. Vielgliedriger Bau, Hauptbau zweigeschossig, massiv, nur Giebelseite noch original mit preußischem Fachwerk, Porphyrgewände, im Dachbereich verbrettert, Nebengebäude: Erdgeschoss massiv, Obergeschoss Fachwerk, verbrettert | 09207054 |
|                | Meilenstein                                              | Neue Hauptstraße - (Karte)  | bezeichnet 1831 (Meilenstein) | An der Kreuzung nach Krumhermersdorf, regionalhistorische und verkehrshistorische Bedeutung. Porphyrsäule auf rechteckigem Sockel, bezeichnet „Hohendorfer Flur 1831“, seitlich Kurschwerter, die Säule bezeichnet „Zschopau, Chemnitz, Leipzig, Marienberg, Reitzenhain, Prag, Schellenberg, Oederan, Frankenberg“                                         | 09207058 |
| Weitere Bilder | Ehemalige Schule                                         | Schulweg 4 (Karte)          | 1897–1898, später erweitert   | Gründerzeitgebäude mit Turm, ortshistorische und ortsbildprägende Bedeutung. Über Bruchsteinsockel stattlicher, zweigeschossiger Massivbau von 9:2 Achsen, einachsiger Mittelrisalit, über Erdgeschoss Gesims, Profilleisten unter Traufe als Abschluss geschweifter Giebel mit Uhr und Glockentürmchen mit Wetterfahne                                     | 09207056 |

## Hopfgarten
| Bild                                    | Bezeichnung                                                                                                  | Lage                    | Datierung                         | Beschreibung | ID       |
| --------------------------------------- | --- | ----------------------- | --------------------------------- | --- | -------- |
| Direkt Bild zu diesem Denkmal hochladen | Kriegerdenkmal für die Gefallenen des 1. Weltkrieges                                                         | Am Sportplatz - (Karte) | nach 1918                         | Ortshistorische Bedeutung. Hohe Bruchsteinstele mit Eisernem Kreuz und zwei Bronzetafeln, heute für die Gefallenen des Ersten und Zweiten Weltkrieges | 09207051 |
| Direkt Bild zu diesem Denkmal hochladen | Wohnstallhaus und Scheune eines Zweiseithofes, mit Verbindungsgang zwischen beiden Gebäuden über den Feldweg | Hauptstraße 3 (Karte)   | 18. Jahrhundert, später überformt | Zeit- und landschaftstypische Bauten, in ortsbildprägender Lage, baugeschichtlich von Bedeutung. Zweigeschossiges Wohnstallhaus, Erdgeschoss Bruchstein, Obergeschoss nach 1892 in Backstein, Satteldach, Scheune: hoher Bruchsteinsockel, Holzkonstruktion | 09207047 |
| Direkt Bild zu diesem Denkmal hochladen | Gasthof mit Saalanbau                                                                                        | Hauptstraße 9 (Karte)   | 1900                              | Stattliches Gebäude, im späthistoristischen Stil, ortsbildprägende und ortshistorische Bedeutung. Stattlicher, zweigeschossiger Massivbau mit 5:3 Achsen, Flachbogenportal und -fenster, Steingewände, im Obergeschoss mit geschweiften Abschlüssen, Dacherker mit anschließenden Gaupen, zweigeschossiger Saalanbau, Erdgeschoss Garagen, Obergeschoss vier große rundbogige Saalfenster mit Steingewänden, Walmdach                                                                                            | 09207046 |
| Direkt Bild zu diesem Denkmal hochladen | Ehemalige Fabrikantenvilla und Villengarten (Gartendenkmal)                                                  | Hauptstraße 16 (Karte)  | um 1920                           | Putzbau, im Reform- und Heimatstil, Teil der Holzstoff- und Pappenfabrik Wendler, baukünstlerischer Wert und ortshistorische Bedeutung. Stattlicher, vielgliedriger Bau über hohem Polygonsockel, eingeschossiger Massivbau mit ausgebautem Dachgeschoss, reiche Dachlandschaft, originale Haustür und zum Teil originale Fenster, erfasst (1999) als Teil der ehemaligen Holzschleifereifabrik Zickner, gemeint ist wohl die Wendlerfabrik                                                                      | 09207044 |
|                                         | Straßenbrücke über die Zschopau                                                                              | Heidelbach - (Karte)    | Mitte 19. Jh.                     | Steinbogenbrücke, verkehrshistorische Bedeutung (siehe auch Gemeinde Wolkenstein, Heidelbachstraße – Obj. 09207708). Einbogige Rundbogenbrücke, Die Brücke ist Bestandteil der alten Straßentrasse Drebach–Wolkenstein, der jetzigen Heidelbachstraße. In der Flussmitte befindet sich die Flurgrenze. Dadurch gehört die östliche Brückenhälfte (Gemarkung Wolkenstein, Heidelbachstraße) zur Stadt Wolkenstein und die westliche Brückenhälfte (Gemarkung Hopfgarten, Heidelbach) zur Gemeinde Großolbersdorf. | 09305379 |
| Direkt Bild zu diesem Denkmal hochladen | Kalkwerk Heidelbach, Sachgesamtheit Königliches Kalkwerk Heidelbach                                          | Heidelbach 57 (Karte)   | um 1500 und später                | Reste der Anlage von regional- und industriegeschichtlicher Bedeutung. Sachgesamtheit, bestehend aus dem Einzeldenkmal: Beamtenwohnhaus (siehe Einzeldenkmalliste – Obj. 09207052, Heidelbach 57) weiterhin bestehend aus den Sachgesamtheitsteilen: Mundloch der Einfahrtstrecke, Scheune, Arbeiterwohnhaus, Pulverturm, Mauerreste des Förderschachtes, Abzugsrösche sowie terrassiertes Gelände mit Stützmauern und Treppen                                                                                   | 09207053 |
| Direkt Bild zu diesem Denkmal hochladen | Wohnhaus | Heidelbach 57 (Karte)   | um 1850                           | Einzeldenkmal der Sachgesamtheit Königliches Kalkwerk Heidelbach: Ehemaliges Beamtenwohnhaus (siehe auch Sachgesamtheitsliste – Objekt 09207053, Heidelbach 57), zeit- und landschaftstypischer Bau, ortsgeschichtlich von Bedeutung.Heidelbach Zweigeschossiges, massives Wohnhaus, Erdgeschoss ehemaliger Stall mit Garagenausbau, Porphyrgewände, im Giebel Zwillingsfenster, überkragendes Satteldach auf hölzernen Schmuckkonsolen, Dachgaupen                                                              | 09207052 |
|                                         | Ehemalige Schule                                                                                             | Uferstraße 4 (Karte)    | bez. 1889                         | Zeittypischer Putzbau mit Turm, ortshistorische und ortsbildprägende Bedeutung. Stattlicher, zweigeschossiger Massivbau von 7:2 Achsen, einachsiger Mittelrisalit, leicht vorspringend, Flachbogenportal, Schlussstein bezeichnet (1889), als Abschluss geschweifter Giebel mit Uhr und Glockentürmchen, Satteldach | 09207045 |